# Celles-sur-Durolle
 Celles-sur-Durolle  es una población y comuna francesa, situada en la región de Auvernia, departamento de Puy-de-Dôme, en el distrito de Thiers y cantón de Saint-Rémy-sur-Durolle.

## Demografía
| 2059 | 2016 | 2052 | 2041 | 2040 | 1914 |
| Para los censos de 1962 a 1999 la población legal corresponde a la población sin duplicidades (Fuente: INSEE [Consultar]) |      |      |      |      |      |